# Paloma Sánchez-Garnica
Paloma Sánchez-Garnica (Madrid, 1 de abril de 1962) es una escritora española. 

## Biografía
Licenciada en Derecho y Geografía e Historia, trabajó como abogada, pero lo abandonó para dedicarse a la literatura, una de sus pasiones. 
Ha destacado en lo narrativo por sus novelas de género histórico donde mezcla thriller y misterio, mezclando el pasado con el presente. 
Publicó en la editorial Planeta la mayoría de sus novelas, como El gran Arcano (2006), La brisa de Oriente (2009), El alma de las piedras (2010), Las tres heridas (2010), La sonata del silencio (2012), que fue convertida en serie para TVE. En 2016 publicó Mi recuerdo es más fuerte que tu olvido que recibió el Premio Fernando Lara de novela. En 2019 publicó La sospecha de Sofía. En 2021 quedó finalista en el Premio Planeta por la novela Últimos días en Berlín, propuesta bajo el título Hijos de la ira.En 2024, ganó el Premio Planeta de Novela con Victoria.

## Obra
- El gran arcano (2006)[5]
- La brisa de Oriente (2009)
- El alma de las piedras (2010)
- Las tres heridas (2012)
- La sonata del silencio (2014)
- Mi recuerdo es más fuerte que tu olvido (2016)
- La Sospecha de Sofía (2019)
- Últimos días en Berlín, Finalista del Premio Planeta 2021
- Victoria (2024), Premio Planeta 2024

## Premios y reconocimientos
- 2016 Premio Fernando Lara de Novela con Mi recuerdo es más fuerte que tu olvido.
- 2021 finalista del Premio Planeta por Últimos días en Berlín.
- 2024 ganadora del Premio Planeta por Victoria.[6]